# Aulacochilus
Aulacochilus é um género de coleópteros da família Erotylidae.